# Thomasomys bombycinus
Thomasomys bombycinus es una especie de roedor de la familia Cricetidae.

## Distribución geográfica
Se encuentra en Colombia.  